# Eduard Roschmann

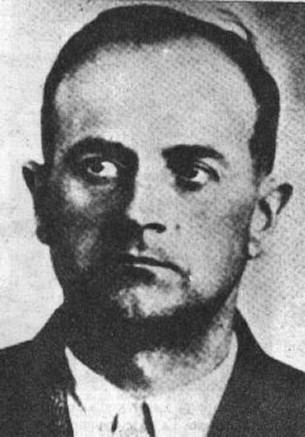
Eduard Roschmann

Eduard Roschmann alias F(r)ederico Wegener alias Schlächter von Riga (* 25. November 1908 in Graz; † 10. August 1977 in Asunción/Paraguay) war Kommandant des Rigaer Ghettos sowie des KZ Riga-Kaiserwald.

## Leben
Von 1927 bis 1934 war Roschmann Mitglied des Steirischen Heimatschutzes sowie der Vaterländischen Front. 1938 trat er der SS bei (SS-Nummer 297.864), beantragte am 30. Mai desselben Jahres die Aufnahme in die NSDAP und wurde rückwirkend zum 1. Mai 1938 aufgenommen (Mitgliedsnummer 6.276.402).
Seit Januar 1941 arbeitete Roschmann zunächst im Reichssicherheitshauptamt beim Sicherheitsdienst, später in der Abteilung IV (Gestapo) beim Kommandeur der Sicherheitspolizei und des SD in Lettland. Er war Mitglied der Einsatzgruppe A und ab Ende 1941 „Judenreferent“ im Ghetto Riga. Ab 1943 war er Ghettokommandant und als solcher als „Schlächter von Riga“ berüchtigt. 1944 wurden die dort ermordeten Juden im Rahmen der Sonderaktion 1005 verbrannt, um so Spuren zu beseitigen.
Vor der nahenden sowjetischen Front flüchtete die SS-Besatzung des Ghettos im Oktober 1944 aus Riga in Richtung des noch sicheren Danzig. Von dort aus setzte sich Roschmann mit einigen anderen SS-Angehörigen nach Süddeutschland in Richtung österreichischer Grenze ab. Dabei legte er seine SS-Uniform ab und versuchte, in Wehrmachtsuniform unterzutauchen. Bei einer Kontrolle hinter der österreichischen Grenze wurde Roschmann bei der Flucht angeschossen. Danach versteckte er sich bis Mitte 1945 bei Freunden im Raum Graz. Nach seiner Genesung tauchte er erneut unter und versteckte sich mit falschen Papieren unter anderen Kriegsgefangenen.
Nach der Entlassung 1947 wurde Roschmann unvorsichtig und besuchte seine Frau in Graz. Von ehemaligen KZ-Häftlingen erkannt, wurde er von der britischen Militärpolizei verhaftet. Auf dem Transport ins Internierungslager Dachau gelang ihm jedoch die Flucht. Er verließ Österreich über die „Grüne Grenze“ nach Italien. Dort erhielt er 1948 durch das Rote Kreuz einen neuen Pass auf den Namen Federico Wegener. Damit gelang ihm die Flucht über eine der sogenannten Rattenlinien von Genua nach Argentinien.
Roschmann gründete in Argentinien eine Holz-Import-Exportfirma und heiratete erneut, obwohl er von seiner ersten Ehefrau nicht geschieden war. Als er dann 1958 mit seiner zweiten Ehefrau eine Firmenniederlassung in der Bundesrepublik gründete, zeigte ihn seine erste Ehefrau, die bis dahin nichts von der neuen Eheschließung wusste, beim Landesgericht Graz wegen Bigamie an.
Nach seiner Rückkehr nach Buenos Aires erhielt Roschmann 1968 die argentinische Staatsbürgerschaft. Im Juli 1977 erging ein argentinischer Haftbefehl gegen Roschmann aufgrund eines Auslieferungsersuchens der Staatsanwaltschaft Hamburg. Ihm gelang jedoch die Flucht nach Paraguay, wo er am 10. August in Asunción starb.
Frederick Forsyth machte Roschmann zu einer Hauptfigur seines 1972 erschienenen und 1974 verfilmten Romans Die Akte Odessa, in dem er als wichtiger Akteur der fiktiven „Organisation der ehemaligen SS-Angehörigen“ dargestellt wird. Mit der realen Person hat die Romanfigur Roschmann wenig gemein.